# Camorta
Camorta est la deuxième plus importante île de l'archipel des Nicobar dans le Golfe du Bengale.

## Géographie
Camorta, située dans le groupe des îles du centre, mesure 25,7 km de longueur et environ 7 km de largeur maximales pour une superficie de 188,2 km2. Elle est séparée de quelques centaines de mètres de l'île de Nancowry.

## Histoire
Au XVIIIe siècle, les Danois et les Autrichiens y établirent des établissements commerciaux abandonnés dès le milieu du XIXe siècle. 